# Pachybrachis picturatus
Pachybrachis picturatus är en skalbaggsart som först beskrevs av Ernst Friedrich Germar 1824.  Pachybrachis picturatus ingår i släktet Pachybrachis och familjen bladbaggar. Inga underarter finns listade i Catalogue of Life.